# Ангулімала

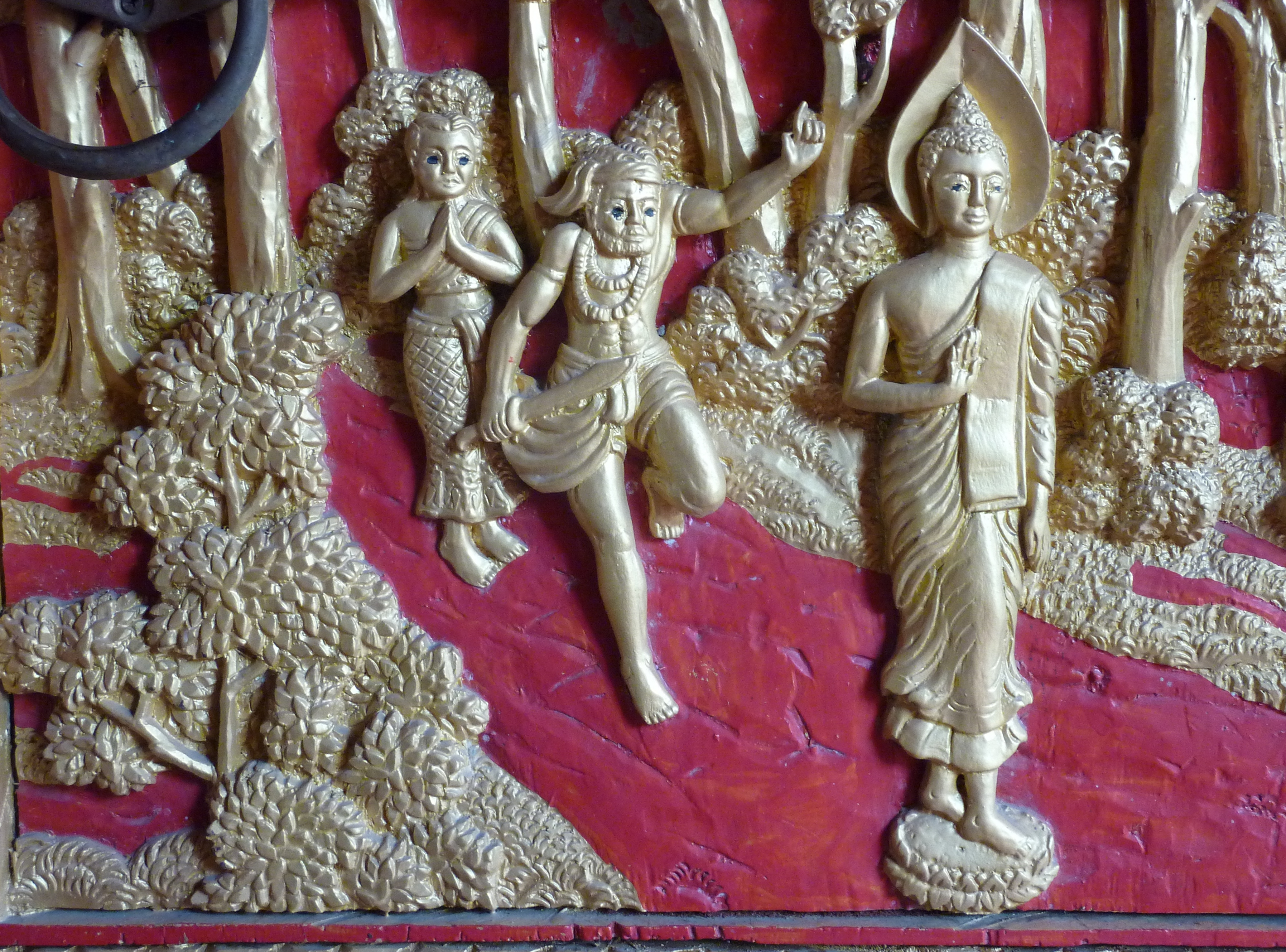
Ангулімала переслідує Гаутаму Будду.

Ангулімала (палі, санскр. «намисто з пальців») — один з історичних персонажів Тапітаки, згадуваний в Ангулімала-сутті (Мадджхіма-нікая.86) і Ангулімалатхера-гатзі (Тхерагатха). З канонічного сюжету Ангулімала — це серійний вбивця, який після зустрічі з Буддою став буддійським монахом.
Здійснюючи безглузді вбивства і побачивши самотнього Будду в лісі, Ангулімала дістав меч і побіг за ним, але, незважаючи на те, що Будда йшов повільно, вбивця не міг його наздогнати. Розгубившись, Ангулімала закричав: «Стій!», але Будда відповів: «Я вже стою, повинен зупинитися ти». Ця розмова стала поворотним моментом у долі Ангулімали.
Парітта (захисні слова — частина палійського канону), пов'язана з іменем Ангулімали, стала «мантрою» для вагітних жінок з метою народити здорову дитину. Ця парітта використовується донині буддистами в країнах Південно-Східної Азії.